# ياسوهيرو نوغوشي
ياسوهيرو نوغوشي (1946 في اليابان - ) (بالكانا:のぐち やすひろ) هو لاعب كرة طائرة ياباني. شارك في الألعاب الأولمبية الصيفية 1972.

## وصلات خارجية
- ياسوهيرو نوغوشي على موقع أوليمبيديا (الإنجليزية)